# Wounaans
Woun, Wauna, Wounaan, Chanco o Noanamá és un poble indígena que habita en la conca del baix San Juan, municipis d'Istmina i Pizarro; el riu Curiche, municipi de Juradó, a Colòmbia; i a la comarca Emberá-Wounaan, a Panamà. Són unes 21.000 persones, de les quals 14.200 se situen a Colòmbia i 6.800 a Panamà, que parlen una llengua anomenada maach meu, de la família chocó, però de moment es troben en una mena de crisi que els amenaça amb l'extinció.

## Economia i tradicions
L'economia wounaan es basa en l'agricultura itinerant; els principals cultius són el blat de moro, plàtan i canya de sucre i a més produeixen yuca, mafafa, frijol i arròs. S'hi practica el sistema de tumba y pudre per preparar el terreny, tasca que correspon als homes, mentre que la cura de la xacra i la recol·lecció de les collites és feta per les dones, que també practiquen la cistelleria. La pesca en una quantitat important i la recol·lecció complementen la dieta.
L'habitatge tradicional és el "tambo" (dichaar dí), construcció circular de sostre cònic, coberta de palla de fulles de palmells, en la qual viu una família extensa, agrupada entorn del cap de família, les seves filles casades i llurs esposos. Actualment molts construeixen cases rectangulars de fusta, que com els tambos es construeixen sobre pilotis a una altura convenient per evitar les inundacions i tendeixen a allotjar separadament a cada parella amb els seus fills.
El benhuna (xaman) compleix un paper important, guiant la relació amb éssers espirituals que es conceben lligats a la naturalesa i que poden controlar la salut i la malaltia.